# Uptown Girls
Uptown Girls (bra: Grande Menina, Pequena Mulher; prt: Meninas Bem) é um filme norte-americano de 2003, do gênero comédia dramática, dirigido por Boaz Yakin, com roteiro de Allison Jacobs e Julia Dahl e estrelado por Brittany Murphy e Dakota Fanning. 

## Elenco
- Brittany Murphy como Molly Gunn
- Dakota Fanning como Lorraine "Ray"  Schleine
- Marley Shelton como Ingrid
- Donald Faison como Huey
- Jesse Spencer como Neil Fox
- Austin Pendleton como Sr. McConkey
- Heather Locklear como Roma Schleine
- Pell James como Julie
- Wynter Kullman como Holly
- Amy Korb como Kelli

## Sinopse
A história gira em torno de Molly Gunn, filha de um renomado cantor de rock. Após a morte de seu pai, Molly herda uma grande fortuna e se apaixona por Neil Fox, outro músico de rock. No entanto, a vida de luxo e excessos de Molly sofre uma reviravolta quando ela é roubada e se vê obrigada a procurar um emprego.
É nesse novo cenário que Molly conhece Ray, uma menina de 8 anos que se comporta de maneira extremamente madura, quase como se tivesse 40. Ray é obcecada por germes e busca a perfeição em tudo. Emocionalmente distante de sua mãe, Ray foi criada por babás, o que resultou em uma falta de estabilidade e uma necessidade de controlar tudo ao seu redor.
Molly, que nunca precisou assumir responsabilidades, contrasta fortemente com Ray, que carrega um grande fardo para sua idade. Juntas, elas aprendem valiosas lições sobre comportamento e maturidade, ajudando uma à outra a viver de acordo com suas respectivas idades.

## Recepção da crítica
Uptown Girls tem recepção desfavorável por parte da crítica especializada. Com tomatometer de 14% em base de 111 críticas, o Rotten Tomatoes publicou um consenso:  “Com dois personagens principais detestáveis e um roteiro irregular, Uptown Girls não tem charme”. Tem 61% de aprovação por parte da audiência, usada para calcular a recepção do público a partir de votos dos usuários do site.